# Ponte Filipina de Carenque de Baixo
A Ponte Filipina de Carenque de Baixo, também referida como Ponte Velha ou Ponte do Lido, foi construída sobre a Ribeira de Carenque no século XVII situando-se entre a Freguesia de Venteira, no Município de Amadora, e a Freguesia de Queluz e Belas, no Município de Sintra.
Nesta ponte de grande valor histórico e arquitetónico existe um marco em pedra onde é possível ler-se: Esta ponte foi mandada fazer pelo Senado de Lisboa à custa do real do povo, 1631. A ponte situava-se nessa época no curso da velha Estrada Real Lisboa-Sintra, que passava pelo Palácio de Queluz.
Está classificada como Imóvel de Interesse Municipal desde 2006.
Durante muitos anos a ponte constituiu uma ligação de grande importância para o trânsito rodoviário entre a Amadora, freguesia da Venteira, e Queluz, rua D. Pedro IV. Em 2013, o trânsito foi desviado para uma nova ponte a jusante.